# Tarzan et les Joyaux d'Opar
Tarzan et les Joyaux d'Opar (Tarzan and the Jewels of Opar) est un feuilleton d'Edgar Rice Burroughs publié originellement dans le magazine All-Story Weekly (en) du 18 novembre au 16 décembre 1916 avant d'être rassemblé en roman et édité chez A.C.McClurg & Co. (en) en 1918. Le récit est le cinquième tome de la série de Tarzan ; il a été publié après Le Fils de Tarzan.

## Résumé
Tarzan retourne à Opar, source de l’or de la colonie perdue de la légendaire Atlantide, dans le but de faire face à certains revers financiers qu'il a récemment subis. En effet, tandis que l’Atlantide elle-même coulait sous les flots il y a des milliers d’années, les ouvriers d’Opar continuèrent d’exploiter et d’amonceler l’or et les joyaux, qu'ils cachèrent dans la cité. Mais les habitants finirent par oublier ces richesses et Tarzan, qui les découvrit par hasard dans Le Retour de Tarzan, est le seul à connaître ce lieu secret.
Un officier de l'armée belge cupide et recherché par les forces de l’ordre pour un meurtre au Congo, Albert Werper, suit Tarzan en secret pour Opar. Là-bas, Tarzan perd la mémoire après avoir été frappé à la tête par la chute d’un rocher lors d’un tremblement de terre. En rencontrant La, la haute prêtresse qui sert le Dieu d’Opar, Tarzan rejette une fois de plus son amour ce qui la rend folle de rage. Cette fois, La et ses prêtres ne vont pas laisser Tarzan s’échapper à leur couteaux sacrificiels.
Pendant ce temps, Jane a été enlevée par une tribu arabe alliée à Werper et elle se demande ce qui empêche son mari de venir la sauver. Un Tarzan maintenant amnésique et le Belge fuient Opar...

## Éditions

### Éditions françaises en périodique
- Dans le magazine "Hop-là", no 36 à 52 (1938/1939)   Tarzan et le trésor d'Opar,
- Dans "Story", no 28 à 57 (1945/1946) Tarzan et le trésor d'Opar

### Éditions françaises en livre
- 1939 : Tarzan et le trésor d'Opar (Hachette)
- 1970 : Tarzan et les joyaux d'Opar (Édition Spéciale)
- 1987 : Tarzan et les joyaux d'Opar (Néo)
- 1993 : Tarzan et les joyaux d'Opar (Bibliothèque Verte)
- 2012 : La Légende de Tarzan (Omnibus). Intégrale regroupant les cinq premiers tomes dont Tarzan et les joyaux d'Opar.  (ISBN 978-2-2580-9180-1)

## Adaptations

### Bande dessinée
Le roman a été adapté sous forme de bande dessinée à plusieurs occasions, on dénombre notamment celles de :
Gold Key Comics dans Tarzan n°159 à 161, daté de mai–septembre 1967, scénarisé par Gaylord DuBois et illustré par Russ Manning. La version de Gold Key a été éditée en français par Sagédition en 1968 dans sa série Tarzan, le Seigneur de la Jungle (n°3 et 4).
Marvel dans Tarzan, Lord of the Jungle n°1-6, 8 et 10-11, daté de juin–novembre 1977 et janvier, mars–avril 1978, par Roy Thomas et John Buscema.

### Cinéma
Le roman de Burroughs a servi de base (avec Le Retour de Tarzan) au serial muet de The Adventures of Tarzan (en) (1921) ; par la suite il fut la base du film muet Tarzan le Tigre (1929).